# Список персонажей телесериала «Мандалорец»
«Мандалорец» — американский веб-сериал в жанре космический вестерн, созданный Джоном Фавро для стримингового сервиса Disney+. Его действие разворачивается во вселенной «Звёздных войн», и в нём присутствует обширный состав персонажей. С момента дебюта шоу 12 ноября 2019 года в каждом эпизоде шоу появлялся только один персонаж: главный герой одноимённого сериала, охотник за головами, в основном известный просто как «Мандалорец» (Дин Джарин). Грогу (Дитя) — молодой инопланетянин, принадлежащий к тому же виду, что и Йода, и чрезвычайно популярный прорывной персонаж сериала, в просторечии известный среди фанатов и сценаристов как «Малыш Йода».
Несколько второстепенных персонажей появились по меньшей мере в трёх эпизодах первого сезона «Мандалорца». К ним относятся союзники Мандалорца, такие как Кара Дьюн, Гриф Карга, IG-11, Куиил и Оружейник. Основные злодеи сериала принадлежат к остаткам Галактической Империи, которых возглавляет Мофф Гидеон, и которым принадлежат такие агенты, как Клиент и доктор Першинг. Несколько приглашённых персонажей появлялись в отдельных эпизодах, такие как жители деревни с планеты Сорган в «Главе 4: Убежище», банда наёмников в «Главе 6: Заключённый» и несколько второстепенных антагонистов.

## Участие
= Член основного актёрского состава
     = Повторяющийся член актёрского состава
     = Гость или приглашённый член основного актёрского состава
     = Указан в основном актёрском составе, когда появляется

### В главных ролях
| Актёр               | Персонаж                | Сезон     | Сезон         | Сезон     |
| Актёр               | Персонаж                | 1         | 2             | 3         |
| ------------------- | ----------------------- | --------- | ------------- | --------- |
| Педро Паскаль       | Дин Джарин / Мандалорец | Постоянно | Постоянно     | Постоянно |
| Различные кукловоды | Грогу                   | Постоянно | Постоянно     | Постоянно |
| Кэти Сакхофф        | Бо-Катан Крайз          |           | Повторяющаяся | Постоянно |

### Повторяющиеся звёзды
Ниже приведены актёры, которые появлялись в главных ролях по меньшей мере в двух эпизодах в течение сезона.
| Актёр                 | Персонаж       | Сезоны        | Сезоны        | Сезоны        |
| Актёр                 | Персонаж       | 1             | 2             | 3             |
| --------------------- | -------------- | ------------- | ------------- | ------------- |
| Карл Уэзерс           | Гриф Карга     | Повторяющийся | Указан        | Указан        |
| Вернер Херцог         | Клиент         | Повторяющийся |               |               |
| Омид Абтахи           | Доктор Першинг | Повторяющийся | Повторяющийся | Указан        |
| Ник Нолти (голос)     | Куиил          | Повторяющийся |               |               |
| Тайка Вайтити (голос) | IG-11          | Повторяющийся |               | Гость         |
| Джина Карано          | Кара Дьюн      | Повторяющаяся | Повторяющаяся |               |
| Джанкарло Эспозито    | Мофф Гидеон    | Повторяющийся | Повторяющийся | Подтверждён   |
| Эмили Суоллоу         | Оружейник      | Повторяющаяся |               | Указана       |
| Эми Седарис           | Пели Мотто     | Указана       | Повторяющаяся | Указана       |
| Темуэра Моррисон      | Боба Фетт      | Дублёр        | Повторяющийся |               |
| Мисти Росас           | Леди Лягушка   | Дублёр        | Повторяющаяся |               |
| Мерседес Варнадо      | Коска Ривз     |               | Повторяющаяся |               |
| Минг-На Вен           | Феннек Шанд    | Указана       | Повторяющаяся |               |
| Кэти О’Брайан         | Элия Кейн      |               | Повторяющаяся | Повторяющаяся |
| Пол Сун-Хён Ли        | Карсон Тева    |               | Повторяющийся | Указан        |

### Заметные гости
Ниже приведены актёры, которые появлялись в главных ролях в одном эпизоде в течение сезона, где они сыграли значимую роль.
| Актёр                  | Персонаж          | Сезоны  | Сезоны  | Сезоны |
| Актёр                  | Персонаж          | 1       | 2       | 3      |
| ---------------------- | ----------------- | ------- | ------- | ------ |
| Джейк Каннавале        | Торо Каликан      | Указан  |         |        |
| Марк Бун-мл.           | Ранзар Малк       | Указан  |         |        |
| Билл Бёрр              | Мигс Мэйфелд      | Указан  | Указан  |        |
| Наталия Тена           | Ши’ан             | Указана |         |        |
| Клэнси Браун           | Бёрг              | Указан  |         |        |
| Ричард Айоади (голос)  | Q9-0              | Указан  | Указан  |        |
| Исмаэль Крус Кордова   | Цинь              | Указан  |         |        |
| Джон Легуизамо (голос) | Гор Кореш         |         | Указан  |        |
| Тимоти Олифант         | Кобб Вант         |         | Указан  |        |
| Саймон Кассианидис     | Экс Вовес         |         | Указан  |        |
| Титус Уэлливер         | Имперский капитан |         | Указан  |        |
| Хорацио Санс           | Митрол            | Гость   | Указан  |        |
| Майкл Бин              | Лэнг              |         | Указан  |        |
| Розарио Доусон         | Асока Тано        |         | Указана |        |
| Диана Ли Иносанто      | Морган Элсбет     |         | Указана |        |
| Марк Хэмилл            | Люк Скайуокер     |         | Указан  |        |
| Ахмед Бест             | Келлеран Бек      |         |         | Указан |
| Тим Медоуз             | полковник Таттл   |         |         | Указан |

### Приглашённые
| Актёр                                  | Персонаж        | Сезоны | Сезоны | Сезоны        |
| Актёр                                  | Персонаж        | 1      | 2      | 3             |
| -------------------------------------- | --------------- | ------ | ------ | ------------- |
| Джон Фавро (голос, в титрах не указан) | Паз Визсла      | Гость  |        | Повторяющийся |
| Джулия Джонс                           | Омера           | Гость  |        |               |
| Айла Фаррис                            | Винта           | Гость  |        |               |
| Асиф Али                               | Кабен           | Гость  |        |               |
| Юджин Кордеро                          | Стоук           | Гость  |        |               |
| Рио Хэкфорд                            | Райот Мар       | Гость  |        |               |
| Мэтт Лантер                            | Даван           | Гость  |        |               |
| Дэйв Филони                            | Траппер Вульф   | Гость  | Гость  | Гость         |
| Рик Фамуйива                           | Джиб Доджер     | Гость  |        | Гость         |
| Дебора Чоу                             | Саш Кеттер      | Гость  |        | Гость         |
| Винг Тао Чао                           | Губернатор Винг |        | Гость  |               |
| Ричард Брейк                           | Валин Хесс      |        | Гость  |               |
| Мэттью Вуд                             | Биб Фортуна     |        | Гость  |               |
| Уэсли Киммел                           | Рагнар Визсла   |        |        | Повторяющийся |
| Нонсо Анози (голос)                    | Гориан Шард     |        |        | Повторяющийся |
| Марти Матулис                          | Вейн            |        |        | Повторяющийся |

## Главные герои

### Дин Джарин / Мандалорец
Мандалорец, иногда сокращённо Мандо — это прозвище Дина Джарина, главного героя телесериала «Мандалорец». Он представлен как охотник за головами и он является представителем мандалорской культуры, о чём свидетельствуют его бескарская броня и отличительный шлем, который он никогда ни перед кем не снимает. Он был «найдёнышем», которого в юном возрасте спасли и приняли в свою культуру мандалорцы до событий сериала, после того, как его родители были убиты боевыми дроидами Сепаратистов во время Войн клонов, что породило в нём сильную ненависть к дроидам. В телесериале Мандалорец сталкивается с молодым инопланетянином, известным как «Малыш», которого он пытается защитить от остатков ныне павшей Галактической Империи.
Мандалорца изображает и озвучивает Педро Паскаль, а актёры-каскадёры Брендан Уэйн и Латиф Кроудер выступают в роли дублёров, когда Паскаль недоступен для съёмок. В качестве источника вдохновения для персонажа Паскаль ссылался на Клинта Иствуда, и было проведено много сравнений между Мандалорцем и «Человеком без имени» Иствуда. Создатель «Мандалорца» Джон Фавро предложил Паскалю посмотреть фильмы про самураев Акиры Куросавы и спагетти-вестерны Иствуда, чтобы подготовиться к роли. Персонаж Мандалорца и игра Паскаля получили хорошие отзывы от зрителей и критиков.

### Грогу
Грогу, также известный как «Дитя» и в просторечии именуемый фанатами и СМИ как «Малыш Йода» — молодой инопланетянин, принадлежащий к тому же виду, что и популярный персонаж «Звёздных войн» Йода. Несмотря на то, что ему 50 лет, он всё ещё младенец по стандартам своего вида, и хотя он ещё не может говорить, он демонстрирует сильные природные способности к Силе. Остатки Галактической Империи во главе с Моффом Гидеоном ищут ребёнка, чтобы извлечь его кровь для секретных экспериментов доктора Першинга; чтобы выследить Грогу, они нанимают охотника за головами, известного как «Мандалорец». Однако вместо того, чтобы выдать его, Мандалорец пытается защитить ребёнка от имперцев. К концу первого сезона ребёнка принимают в мандалорскую культуру как «найдёныша», и Мандалорец получает задание воссоединить ребёнка с другими ему подобными.
Ребёнок стал чрезвычайно популярен среди фанатов и обозревателей, став прорывным персонажем шоу и предметом многих интернет-мемов. Джон Фавро задумал персонажа из желания исследовать тайну, окружающую Йоду и его вид, и он был разработан во время ранних разговоров о сериале между Фавро и исполнительным продюсером Дэйвом Филони. Ребёнок в основном является творением аниматроники и кукловодства, хотя он и был доработан компьютерной графикой. Его озвучивает звукорежиссёр Дэвид Эйкорд с помощью различных звуковых эффектов. «The Guardian» назвала Малыша Йоду «самым большим новым персонажем 2019 года», и многие описали его так, что он сыграл ключевую роль в успехе стримингового сервиса Disney+.

### Бо-Катан Крайз
Бо-Катан Крайз — мандалорская воительница, которая появляется в эпизодах «Глава 11: Наследница» и «Глава 16: Спасение». Роль Бо-Катан исполняет Кэти Сакхофф, которая ранее озвучивала персонажа в мультсериалах «Звёздные войны: Войны клонов» и «Звёздные войны: Повстанцы».
В «Главе 11: Наследница» Бо-Катан и Ночные совы спасают Мандалорца и Малыша. Она представляется, раскрывает своё мандалорское происхождение и то, что группа Дина Джарина — фанатики, желающие восстановить древние мандалорские традиции. Мандалорец уходит, отказываясь от их помощи. Позже Бо-Катан и Ночные совы снова спасают Мандалорца. В обмен на информацию он неохотно соглашается помочь им захватить партию оружия. Во время налёта Бо-Катан меняет план, решив захватить весь корабль, а не только оружие. Когда они захватывают мостик, Бо-Катан допрашивает старшего офицера, желая узнать о Тёмном Мече. Мандалорец впечатляет Бо-Катан и она приглашает его присоединиться к ним, но он должен продолжать свои поиски, поэтому она говорит ему отправиться на лесную планету Корвус, чтобы найти джедая Асоку Тано.
Бо-Катан возвращается в «Главе 16» и помогает Мандалорцу спасти Малыша от Моффа Гидеона.

## Второстепенные персонажи
Несколько персонажей появились в более чем одном эпизоде в течение одного из сезонов «Мандалорца».

### Представленные в первом сезоне

#### Гриф Карга
Гриф Карга — лидер Гильдии охотников за головами, который служит Мандалорцу как союзником, так и противником в разные моменты первого сезона шоу. Действуя с планеты Неварро, Гриф даёт задания охотникам за головами и следит за тем, чтобы все следовали кодексу Гильдии. Гриф даёт Мандалорцу задание, которое приводит его к встрече с Малышом. Когда Мандалорец отказывается передать Малыша имперцам, Гриф возглавляет группу охотников за головами в безуспешной попытке отобрать у него Малыша. Позже Гриф разрабатывает план убить Мандалорца и вернуть Малыша имперцам, но когда Малыш спасает ему жизнь, Гриф меняет своё решение и помогает защитить его от Империи. Начиная со 2-го сезона он становится магистратом Неварро.
Роль Грифа Карги исполняет Карл Уэзерс, которого Джон Фавро знал по Гильдии режиссёров Америки. Уэзерс согласился на роль при условии, что он будет режиссёром будущих эпизодов «Мандалорца» в следующих сезонах. Первоначально Гриф должен был появиться лишь в нескольких эпизодах, но Фавро и сценаристам так понравился персонаж, что его роль была расширена. Уэзерс исполняет свои собственные трюки в этой роли. Персонаж получил в целом положительные отзывы от фанатов и обозревателей.

#### Клиент
Клиент — таинственный и неназванный агент остатков Империи. Он нанимает Мандалорца, а также нескольких других охотников за головами, чтобы достать Малыша от имени своего начальника, Моффа Гидеона. Клиент не раскрывает, зачем ему нужен Малыш, но он приказывает своему коллеге, доктору Першингу, «извлечь из него необходимый материал». Мандалорец отдаёт Малыша Клиенту, но позже спасает его и забирает его с собой. Клиент вступает в сговор, чтобы захватить Мандалорца и Малыша, но после того, как Мандалорец возвращается к нему, Клиент застреливают штурмовики по приказу Гидеона.
Роль Клиента исполняет немецкий кинорежиссёр Вернер Херцог, которого на эту роль нанял Джон Фавро. Херцог согласился на эту роль отчасти для того, чтобы помочь профинансировать свой фильм «ООО „Семейный роман“» (2019). Херцог не был знаком с предыдущими работами Фавро и никогда не смотрел ни одного фильма из серии «Звёздные войны», но он был впечатлён сценариями и стилем режиссуры «Мандалорца». Херцог настоятельно призывал создателей сериала использовать куклы для персонажа Малыша, а не его смоделированную на компьютере модель, назвав их «трусами» за то, что они решили использовать вместо него CGI. Персонаж Клиента и игра Херцога получили в целом положительные отзывы от критиков.

#### Пенн Першинг
Доктор Пенн Першинг — врач и учёный, связанный с остатками Империи, который работает с Клиентом в его попытках заполучить Малыша. Он появился в нескольких эпизодах «Мандалорца»,, начиная с премьеры сериала, «Глава 1: Мандалорец», где он присутствует в имперском комплексе на Неварро, когда Клиент нанимает Мандалорца, чтобы выследить и доставить Малыша. Когда Клиент говорит, что он готов заплатить половину цены за доказательство уничтожения цели, Першинг возражает и говорит, что ребёнок должен быть доставлен живым. Першинг снова появляется в «Главе 3: Грех», когда Мандалорец передаёт Малыша Клиенту. Позже, при обсуждении Малыша, Клиент приказывает Першингу «извлечь необходимый материал и покончить с этим», но Першинг снова протестует, отмечая, что их работодатель недвусмысленно приказал им доставить Ребёнка живым. Позже Мандалорец возвращается в имперский комплекс, чтобы спасти ребёнка, убивает там всех штурмовиков и находит Першинга с Малышом, которого усыпили и привязали к лабораторному оборудованию. Когда Мандалорец угрожает Першингу, учёный молит его о пощаде и настаивает на том, что он защищал Малыша и предотвратил его убийство. Мандалорец забирает Малыша и оставляет Першинга невредимым.
Доктор Першинг возвращается во втором сезоне. Мандалорец просматривает запись голограммы Першинга, где он сообщает Моффу Гидеону последние новости о своих экспериментах с кровью Грогу. Когда Тёмные солдаты похищают Грогу, Гидеон поручает своему офицеру связи сообщить доктору Першингу о возвращении Грогу. В финале сезона Першинг попадает в плен к Мандалорцу и его союзникам; он помогает своим похитителям проникнуть на корабль Гидеона, чтобы спасти Грогу.
Роль Першинга исполняет Омид Абтахи, который ранее озвучивал мандалорского персонажа по имени Амис в мультсериале «Звёздные войны: Войны клонов». В костюм Першинга входит нашивка на правой руке со знаком отличия, похожим на тот, который носили клоны в центре клонирования на планете Камино в фильме-приквеле «Звёздные войны. Эпизод II: Атака клонов». Это привело к предположениям среди некоторых фанатов и писателей о том, что планы Першинга относительно Малыша включают клонирование. Першинг также носит очки, что делает его первым игровым человеческим персонажем в каноне диснеевских «Звёздных войн», сделавшим это. Это противоречило правилу, введённому создателем «Звёздных войн» Джорджем Лукасом перед продажей франшизы Disney, согласно которому ни один персонаж во вселенной «Звёздных войн» не должен носить очки. Костюм Першинга, в который также входит серая рубашка с белыми плечами и высоким воротником, занял восьмое место в списке десяти лучших костюмов из первого сезона «Мандалорца» по версии Screen Rant. Писательница из Inverse Элли Геммилл назвала доктора Першинга интересным персонажем, особенно из-за тайны, стоящей за его возможной связью с Камино.

#### Куиил
Куиил — инопланетянин из расы угнотов и бывший наёмный слуга Галактической Империи. Он живёт в одиночестве на планете Арвала-7, когда встречает Мандалорца, который прибывает на планету, чтобы найти и захватить Малыша. Куиил помогает ему в поисках, а затем позже помогает ему восстановить его корабль, когда джавы разбирают его на части. Куиил также восстанавливает дроида-охотника за головами IG-11 после того, как Мандалорец уничтожает его. Куиил и IG-11 позже присоединяются к Мандалорцу в миссии по защите Малыша от остатков Империи на планете Неварро, где Куиила застреливают имперские разведчики при попытке доставить Малыша в безопасное место.
Куиила озвучивает Ник Нолти, который записал все диалоги своего персонажа всего за один день. Роль Куиила на съёмочной площадке исполняла Мисти Росас, которая во время съёмок носила маску его лица, оживлённую с помощью аниматроники и кукловодства, причём в рюкзаке и карманах костюма Куиила были спрятаны электроника и провода. Куилл был положительно воспринят как обозревателями, так и фанатами. Несколько критиков назвали его лучшим персонажем в сериале, а его фирменная реплика «Я всё сказал» стала одной из самых известных и любимых реплик из сериала.

#### IG-11
IG-11 — дроид и охотник за головами, который первоначально пытался захватить и убить Малыша, но позже был перепрограммирован, чтобы стать его нянькой и защитником. Мандалорец впервые сталкивается с IG-11, когда оба пытаются получить награду за Малыша. Они работают вместе, чтобы вызволить Малыша из банды наёмников, но когда IG-11 пытается убить Малыша, Мандалорец стреляет в дроида и убивает его. Позже останки IG-11 находит Куиил, который ремонтирует и перепрограммирует его. Позже дроид присоединяется к Мандалорцу в миссии на Неварро, чтобы защитить Малыша от остатков Империи, и хотя Мандалорец изначально не доверяет ему, IG-11 в конечном счёте жертвует собой, чтобы защитить Малыша и своих союзников.
IG-11 озвучивает Тайка Вайтити, которому Джон Фавро предложил роль после их совместной работы над фильмами Marvel. Вайтити сказал, что он пытался создать голос, в котором отсутствовали человеческие эмоции, сохраняя при этом некоторое подобие человечности, описав его как нечто среднее между Siri и HAL 9000. IG-11, из-за его сходства, был ошибочно принят за охотника за головами из «Звёздных войн» по имени IG-88, когда он впервые был представлен. IG-11 был положительно воспринят как обозревателями, так и фанатами, причём некоторые назвали его одним из лучших дроидов во франшизе.

#### Оружейник
Оружейник — лидер племени мандалорских воинов на Неварро, в которое входит главный герой сериала. Она обеспечивает духовное руководство кланом, а также куёт и ремонтирует их доспехи, включая новый комплект брони, который она делает для Мандалорца. В финале первого сезона «Глава 8: Искупление» Оружейник инструктирует Мандалорца присматривать за Малышом и защищать его, и также воссоединить Малыша с другими ему подобными. Персонаж был частично вдохновлён фильмами Акиры Куросавы, а также историей и культурой самураев, особенно в нарочито размеренных движениях персонажа и ауре авторитета.
Роль Оружейника исполняет Эмили Суоллоу, которая и озвучивает персонажа, так и вживую играет его, в то время как трюки персонажа исполняет Лорен Мэри Ким. Когда Суоллоу пробовалась на роль, она мало знала об этом персонаже и не знала, что это для сериала по «Звёздным войнам». Аспекты личности режиссёра «Мандалорца» Деборы Чоу повлияли на изображение персонажа Суоллоу. Боевой стиль Ким в боевых сценах Оружейника был вдохновлён филиппинским боевым искусством, известным как кали. Оружейник была положительно воспринята как фанатами, так и обозревателями, и её описали как любимчика среди фанатов.

#### Кара Дьюн
Кара Дьюн — бывший ударный десантник Повстанцев с Альдераана, которая стала наёмницей после падения Империи. Кара — высококвалифицированный воин и опытный боевой тактик. Она питает сильную ненависть к Галактической Империи и испытывает трудности с адаптацией к послевоенной жизни. Кара впервые встречает Мандалорца на планете Сорган, где они работают вместе, чтобы защитить местную деревню от разбойников. Позже он вербует её, чтобы помочь защитить Малыша от остатков Империи.
Роль Кары исполняет бывший мастер смешанных единоборств Джина Карано, для которой Фавро специально создал этого персонажа, не проводя кастинг ни для каких-либо других актрис. Фавро стремился создать сильного и независимого персонажа, но такого, который отличался бы от принцессы Леи или других сильных женских персонажей из «Звёздных войн». Карано исполняла многие из своих собственных трюков, и она приписывает режиссёру Брайс Даллас Ховард, которая снял эпизод «Глава 4: Убежище», где впервые появляется персонаж Кары, помощь в переводе персонажа из сценария на экран. Кару была положительно приняли как обозреватели, так и фанаты, и её описывали как феминистский образец для подражания. Некоторые критики назвали её уникальной даже среди женских персонажей франшизы «Звёздные войны» из-за её физической формы и боевых навыков.

#### Пели Мотто
Пели Мотто — механик, которая управляет космопортом на Татуине и появляется в эпизодах «Глава 5: Стрелок», «Глава 9: Маршал» и «Глава 10: Пассажир». Мандалорец нанимает её, чтобы она отремонтировала его корабль, и ей также приходится присматривает за Малышом. Охотник за головами Торо Каликан ненадолго берёт Пели и ребёнка в заложники в неудачной попытке похитить Мандалорца. Когда Мандалорец возвращается на Татуин в поисках другого мандалорца, который, по слухам, находящегося там, Пели отправляет его в Мос-Пелго, где он находит Кобба Ванта с бронёй Бобы Фетта. Позже она даёт ему задание отвезти Леди Лягушку на Траск, где её муж знает местонахождение других мандалорцев.
Роль Пели исполняет актриса и комик Эми Седарис, которая ранее работала с создателем «Мандалорца» Джоном Фавро над фильмом «Эльф» (2003). Седарис сказала, что ей понравилось работать с аниматронной куклой Малыша, которая, по её словам, сделала счастливыми всех на съёмочной площадке: «В ту минуту, когда вы смотрели в глаза Малышу Йоде, вы просто терялись». Персонаж и игра Седарис получили признание фанатов и обозревателей; она стала настолько популярной, что Седарис стала популярной темой в Твиттере после того, как впервые стал доступен эпизод с её участием.
Пели появляется в пятом эпизоде сериала «Книга Бобы Фетта» под названием «Глава 5: Возвращение Мандалорца». Пели держала свой магазин открытым и получает дополнительную помощь от джав, которые приносят ей металлолом. Она помогает настроить анаболический истребитель для Дина Джарина, который он позже использует. Также раскрывается, что в какой-то момент до событий «Мандалорца» Пели встречалась с джавой. Она также называет джаву, с которым она встречалась, «пушистым».

#### Феннек Шанд
Феннек Шанд — убийца и наёмник ведущих преступных синдикатов галактики, которую разыскивает Торо Каликан для своего первого задания в качестве охотника за головами. Каликан ловит Феннек с помощью Мандалорца. Когда Феннек пытается убедить Торо освободить её, чтобы они могли захватить Мандалорца и доставить его Гильдии охотников за головами, Торо вместо этого убивает Феннек и пытается самостоятельно захватить Мандалорца. Позже к её телу подходит неопознанный персонаж.
Позже выясняется, что этим персонажем был Боба Фетт, который подлатал её с помощью какой-то кибернетики. В «Главе 14: Трагедия» Феннек сопровождала Бобу Фетта на Тайтон, чтобы он смог забрать свою броню с корабля Мандалорца. Во время противостояния с Мандалорцем они втроём подвергаются нападению штурмовиков, посланных Моффом Гидеоном. Феннек удаётся уничтожить нескольких штурмовиков, и ей также удалось отправить булыжника в сторону их пулемёта. Когда Тёмные солдаты похищают Грогу, а «Лезвие бритвы» оказывается уничтоженным, Феннек и Боба Фетт объявляют себя должниками Мандалорца и соглашаются помочь ему спасти Грогу.
Роль Феннек Шанд исполняет Минг-На Вен, и этот персонаж стал первым главным злодеем «Звёздных войн», которого сыграла азиатская актриса. Элементы личности персонажа были вдохновлены характеристиками лисы фенека, включая её хитрость, скрытность, манёвренность и способность выживать. Лиса также повлияла на дизайн костюма и причёски Феннек. Художник по костюмам Джозеф Порро включил оранжевые акценты в чёрный костюм Феннек, а Вен порекомендовала заплести волосы персонажа в стиле фенека. Феннек Шанд была положительно воспринята как обозревателями, так и фанатами, и её описали как любимчика среди фанатов. Несколько обозревателей чувствовали, что персонаж был устранён слишком быстро и не получил шанса реализовать свой потенциал, а некоторые критики предположили, что персонаж всё ещё мог быть жив.
Эта теория подтвердилась в эпизоде второго сезона «Глава 14: Трагедия», где было показано, что Феннек Шанд жива, так как Боба Фетт обнаружил и спас её до того, как её ранения стали смертельными.

#### Мофф Гидеон
Мофф Гидеон — лидер остатков Империи и главный антагонист «Мандалорца». Не все подробности его предыстории пока были раскрыты. Ранее он был оперативником в Имперском Бюро безопасности, тайном разведывательном подразделении и тайной полиции Империи, и сыграл определённую роль в прошлых усилиях по устранению мандалорцев. В «Мандалорце» Мофф Гидеон пытается похитить Малыша, чтобы извлечь его кровь для экспериментов. В первом сезоне Гидеон ненадолго заманивает Мандалорца и его союзников в ловушку на Неварро в безуспешной попытке заполучить Малыша. Гидеон раскрывает, что знает тайные подробности о Мандалорце и его союзниках и является первым персонажем в сериале, который раскрыл настоящее имя Мандалорца, Дин Джарин. В финальной сцене финала первого сезона «Глава 8: Искупление» выясняется, что Гидеон обладает Тёмным Мечом, мандалорским световым мечом.
Гидеон возвращается во втором сезоне, продолжая выслеживать Грогу. В «Главе 12: Осада» выясняется, что Гидеону требуется доступ к крови Грогу, которая содержит большое количество «М», чтобы перелить её подопытному. Однако эксперименты до сих пор приводили к «катастрофическому провалу». Позже в сезоне Гидеон задерживает Грогу и пытается продолжить эксперименты, но Мандалорец захватывает доктора Першинга и проникает на корабль Гидеона. Гидеон сражается с Мандалорцем с помощью Тёмного Меча, но в конечном счёте терпит поражение. Когда взвод Тёмных солдат пытается спасти его, прибывает Люк Скайуокер и уничтожает дроидов. Гидеон пытается покончить с собой, но Кара Дьюн обездвиживает его. Скайуокер забирает Грогу, чтобы обучить его быть джедаем.
Роль Гидеона исполняет Джанкарло Эспозито. На эту роль его нанял Джон Фавро, который ранее работал с Эспозито над несколькими проектами. Гидеон был положительно воспринят обозревателями и фанатами.

### Представленные во втором сезоне

#### Боба Фетт
Боба Фетт — мандалорский охотник за головами, впервые появившийся в фильме «Империя наносит ответный удар». Пережив яму Сарлакка, в которую он попал в «Возвращении джедая», он возвращается в небольшой эпизодической роли в «Главе 9: Маршал», но он не произносит ни одной реплики. Он вновь появляется в «Главе 14: Трагедия», где выясняется, что он спас Феннек Шанд на Татуине после событий «Главы 5: Стрелок». Первоначально он требует от Дина вернуть свою броню, которую он забрал у Кобба Ванта, но позже он и Феннек помогают Дину в сражении с силами Гидеона, в процессе чего он забирает свою броню. Когда Тёмные солдаты похищают Грогу, а «Лезвие бритвы» оказывается уничтоженным, Фетт и Феннек клянутся помочь Мандалорцу спасти Грогу в качестве благодарности за возвращение брони Фетта.
Роль Фетта исполняет Темуэра Моррисон, который ранее изображал отца Бобы, Джанго Фетта (биологическим клоном которого является Боба), в фильме "Звёздные войны. Эпизод II: Атака клонов и озвучивал Бобу в DVD-релизах 2004 года фильмов «Империя наносит ответный удар» и «Возвращение джедая».

#### Леди Лягушка
«Леди Лягушка» — похожее на лягушку существо женского пола, которое появляется в «Главе 10: Пассажир» и «Главе 11: Наследница». Она нанимает Мандалорца, чтобы тот отвёз её и её яйца на луну Траск, чтобы воссоединиться со своим мужем, который может оплодотворить яйца, в обмен на информацию о местонахождении других мандалорцев. Она не говорит на основном галактическом языке, но в один момент использует вокабулятор повреждённого дроида Q9-0 для общения с Мандалорцем. Из-за хрупкости яиц им приходится путешествовать со скоростью «ниже световой», и в конечном итоге они терпят крушение на ледяной планете, чтобы избежать патруля истребителей X-wing, у которых есть ордер на арест Мандалорца, поскольку он помог освободить Циня из транспорта Новой Республики. Их чуть не убивает рой паукообразных существ называемых крикнами, но их спасают пилоты X-wing, которые отпускают Мандалорца с предупреждением, потому что он помог в поимке других участников побега из тюрьмы. После завершения ремонта им удаётся продолжить своё путешествие на Траск.
Леди Лягушка воссоединяется со своим супругом-лягушкой по прибытии на Траск. Мандалорец оставляет Малыша на попечении у Леди Лягушки и её мужа. После миссии с Бо-Катан Мандалорец возвращается и обнаруживает, что Малыш взаимодействует с головастиками.
Роль Леди Лягушки исполняет Мисти Росас, а её голосовые эффекты озвучивает Ди Брэдли Бейкер.
Леди Лягушка была положительная воспринята фанатами.

#### Коска Ривз
Коска Ривз — мандалорская воительница, которая появляется в эпизодах «Глава 11: Наследница» и «Глава 16: Спасение». Ривз является частью Ночных сов и сражается бок о бок с Бо-Катан.
Роль Ривз исполняет Мерседес Варнадо, профессиональная рестлерша, более известная на ринге под именами Саша Бэнкс и Мерседес Моне.

## Заметные приглашённые персонажи
Несколько персонажей появились в одном эпизоде в течение одного из сезонов «Мандалорца», где они сыграли значимую роль.

### Представленные в первом сезоне

#### Митрол
Неназванный синекожий и похожий на амфибию митрол, обладающий плавниками на лице, появляется в начальных сценах премьеры сериала, «Глава 1: Мандалорец», где Мандалорец захватывает его, чтобы получить награду. Он вновь появляется в «Главе 12: Осада». Митрол в конечном счёте был доставлен Гильдии охотников за головами.
Митрол вернулся в эпизоде второго сезона «Глава 12: Осада», где он был освобождён из своей карбонита, чтобы работать бухгалтером в обмен на смягчение приговора. Он также упомянул, что всё ещё страдает от побочного эффекта от карбонита, из-за которого к нему ещё не вернулось зрение на левый глаз. Мандалорец, вместе с Каргой и Карой Дьюн, берут митрола с собой на рейд имперской базы, где он выполняет их приказы, когда ему либо угрожают вновь заморозить в карбоните, либо когда обещают ему сократить его срок вдвое. Он был тем, кто нашёл сообщение от доктора Першинга Моффу Гидеону об экспериментах с использованием ДНК Малыша.
Роль митрола исполняет комик Хорацио Санс, который является давним фанатом «Звёздных войн».

#### Торо Каликан
Торо Каликан — молодой охотник за головами, который встретился с Мандалорцем в эпизоде «Глава 5: Стрелок». Он заручается помощью Мандалорца в поимке убийцы по имени Феннек Шанд. Это первое задание Торо в качестве охотника за головами, и он надеется, что это поможет ему попасть в Гильдию охотников за головами. Позже Торо предаёт Мандалорца и пытается выдать его Гильдии, но вместо этого Мандалорец стреляет в него и убивает его.
Роль Торо Каликана исполняет Джейк Каннавале. Персонаж получил смешанные отзывы от критиков.

#### Ранзар Малк
Ранзар «Ран» Малк — лидер группы наёмников, которые действуют с космической станции в «Главе 6: Заключённый». Он разрабатывает план для своей команды проникнуть на тюремный корабль Новой Республики и спасти Циня, заключённого Тви’лека. После миссии Ран пытается убить Мандалорца, но вместо этого его космическая станция подвергается нападению истребителей X-wing от Новой Республики, которых привёл туда Мандалорец.
Роль Рана исполняет Марк Бун-мл. Фанаты положительно отреагировали на персонажа Рана и на игру Буна, а Vulture включил персонажа в свой список 15 лучших эпизодических ролей с первого сезона шоу.

#### Мигс Мэйфелд
Мигс Мэйфелд — бывший снайпер Имперской армии, который возглавляет команду наёмников Ранзара «Рана» Малка в их попытке спасти Циня с тюремного транспортного корабля Новой Республики. Он использует два бластерных пистолета, а также третий бластер, управляемый рукой дроида, прикреплённой к его рюкзаку. Мэйфелд неоднократно конфликтует с Мандалорцем во время миссии и в конечном счёте пытается предать его, но вместо этого Мандалорец обезвреживает Мэйфелда и запирает его в камере на транспорте.
После того, как Тёмные солдаты убегают с Грогу, Мандалорец позже спрашивает Кару Дьюн о том, где держат Мэйфелда. Она находит информацию, в которой говорится, что Мэйфелд был приговорен к 50 годам заключения на Картон-Чоп Филдс. Дьюн приказывает отпустить его на работу, чтобы они могли добраться до имперской консоли на Мораке. Мэйфелд и переодетый Мандалорец добираются до Имперского завода, который перерабатывает райдоний, после борьбы с несколькими пиратами. Терминал, который нужен Мэйфелду, находится в офицерской столовой, но Мэйфелд видит своего бывшего командира Валина Хесса и боится, что тот его узнает. Вместо него идёт Мандалорец, но терминал требует сканирования лица, и он снимает шлем, чтобы получить коды. Его начинает расспрашивать Хесс, но вовремя вмешивается Мэйфелд. После напряжённой выпивки, во время которой Хесс плохо отзывается о мёртвых солдатах из операции «Зола» на Бурнин-Конне, разгневанный Мэйфелд застреливает Хесса. Мандалорец и Мэйфелд пробиваются сквозь штурмовиков и береговых штурмовиков, пока Боба Фетт не вытаскивает их. Затем Мэйфелд взрывает завод. Получив то, что им нужно, Дьюн и Мандалорец позволяют Мэйфелду тайком уйти, заявив, что он был убит в бою.
Роль Мэйфелда исполняет актёр и комик Билл Бёрр, который не был фанатом «Звёздных войн» и неоднократно высмеивал франшизу и её фанатов, прежде чем он согласился на роль. Джон Фавро предложил роль Бёрру, полагая, что его прошлая критика франшизы сделает его кастинг гораздо более забавным.. Бёрр был крайне впечатлён съёмками «Мандалорца», похвалив технические аспекты съёмок, а также стиль написания сценария к сериалу. Персонаж Мэйфелда получил в целом положительный отклик от обозревателей, и несколько критиков отметили, что сардоническая личность Мэйфелда и его острое чувство юмора похожи на реальный комедийный стиль Бёрра.

#### Ши’ан
Ши’ан — женщина-Тви’лек пурпурного цвета кожи, которая появляется в «Главе 6: Заключённый». Она — бывший любовный интерес Мандалорца и часть спасательной команды, посланной Ранзаром «Раном» Малком, чтобы спасти своего брата Циня из тюремного транспорта Новой Республики. Она пытается предать Мандалорца во время миссии, но вместо этого он обезвреживает Ши’ан из и запирает её в камере тюремного транспорта.
Роль Ши’ан исполняет Наталия Тена, единственная актриса, которая появилась в «Звёздных войнах», «Игре престолов» и серии фильмов о Гарри Поттере. Она также является второй звездой «Игры престолов», которая также появилась в «Мандалорце», первым был Педро Паскаль. Ши’ан получила смешанные отзывы от критиков, и некоторые обозреватели сравнивали её с персонажем комиксов Харли Квинн.

#### Бёрг
Бёрг — краснокожий деваронец, который является «мускулом» в отряде наёмников Ранзара «Рана» Малка, отправленного спасать Циня с тюремного транспортного корабля Новой Республики в «Главе 6: Заключённый». Будучи чрезвычайно сильным, он неоднократно издевается над Мандалорцем во время их совместного пребывания, в какой-то момент пытаясь насильно снять с него шлем. Бёрг пытается предать Мандалорца во время миссии, но Мандалорец побеждает его в драке и запирает его в камере тюремного транспорта.
Роль Бёрга исполняет Клэнси Браун, который также озвучивал мандалорского охотника за головами Монтросса в Star Wars: Bounty Hunter (2002), Саважа Опресса в «Звёздных войнах: Войны клонов» и Райдера Азади в «Звёздных войнах: Повстанцы». Обозреватели хорошо приняли Бёрга, причём некоторые из них сравнивали его с вымышленным супергероем Хеллбоем.

#### Q9-0
Q9-0, также называемый просто Зеро — дроид, который выступает в качестве пилота, навигатора и хакера для команды наёмников, посланной Ранзаром «Ран» Малком, чтобы спасти Циня с тюремного транспортного корабля Новой Республики в «Главе 6: Заключенный». Во время миссии Q9-0 обнаруживает, что за Малыша назначена высокая награда, и он пытается убить его, но Мандалорец стреляет и уничтожает Q9-0 прежде, чем он успевает это сделать.
В «Главе 10: Пассажир» выясняется, что Мандалорец сохранил останки Q9-0 на «Лезвии бритвы». В какой-то момент Леди-Лягушка использует вокабулятор дроида, чтобы лучше общаться с Мандалорцем, чтобы он мог понимать, что она говорит.
Q9-0 озвучивает Ричард Айоади. Персонаж в целом получил положительные отзывы от критиков. Также в честь Q9-0 была выпущена фигурка от Funko Pop.

#### Цинь
Цинь — Тви’лек пурпурного цвета кожи, которого держали в плену на тюремном транспортном корабле Новой Республики в «Главе 6: Заключённый». Цинь обвинил Мандалорца в своём заключении. Для спасения Циня, Ранзар «Ран» Малк организует отряд наёмников, в который входит Мандалорец. После того, как команда проникает на корабль и забирает Циня, они запирают Мандалорца в камере Циня и пытаются бросить его там, но он сбегает. Мандалорец возвращает Циня на космическую станцию Рана, но также приводит Новую Республику к их местоположению, и станция подвергается нападению истребителей типа X-wing, пока Цинь находится на борту.
Роль Циня исполняет Исмаэль Крус Кордова. Персонаж получил смешанные отзывы от критиков.

### Представленные во втором сезоне

#### Гор Кореш
Гор Кореш — абиссинский гангстер, которого Мандалорец разыскивал для получения информации о любом местонахождении мандалорцев в «Главе 9: Маршал». Когда Мандалорец приближается к нему за просмотром боя на ринге, Кореш приказывает своим приспешникам убить его и украсть его бескарскую броню, но Мандалорец побеждает их и допрашивает Кореша, который сообщает им о мандалорском воине, действующем на Татуине. Затем Мандалорец оставляет Кореша висеть на фонарном столбе, где он выключает свет, когда начинают приближаться ночные существа.
Роль персонажа исполняет Джон Розенгрант, а озвучивает его Джон Легуизамо.

#### Кобб Вант
Кобб Вант — маршал татуинского города Мос-Пелго. В день, когда была уничтожена вторая Звезда Смерти, Кобб присутствовал при нападении Шахтёрского коллектива на Мос-Пелго. Хотя он был вынужден работать как раб, в конце концов он сбежал с коробкой, в которой, без его ведома, содержались кристаллы, которые он продал своим спасителям, джавам, в обмен на найденную ими мандалорскую броню, ранее принадлежавшую Бобе Фетту. Используя броню, Кобб отогнал захватчиков и с тех пор продолжал защищать горожан Мос-Пелго.
В «Главе 9: Маршал» люди, принявшие Кобба за настоящего мандалорца из-за его брони, говорят Мандалорцу найти его. Когда Мандалорец встречает Кобба и узнаёт правду, он требует, чтобы Кобб снял свою броню. Их противостояние прерывается нападением крайт-дракона, который терроризировал Мос-Пелго, и Кобб убеждает Мандалорца помочь ему убить его в обмен на броню. Вместе они образуют маловероятный союз между горожанами и песчаными людьми, чтобы устранить их общего врага, после чего Мандалорец придумывает стратегию: наложить на банту взрывчатку и заставить её взорваться, как только дракон её съест. Когда план проваливается, Мандалорец решает позволить крайт-дракону съесть его, чтобы вручную взорвать взрывчатку, и поручает Коббу присмотреть за Малышом, если он погибнет. Мандалорец выживает и, убив дракона, мирно расстаётся с Коббом, который вручает ему свою броню.
Роль Кобба Ванта исполняет Тимоти Олифант. Персонаж был представлен в трилогии романов Чака Вендига «Звездные войны: Последствия».

#### Акс Воувз
Акс Воувз — мандалорский воин, который появляется в «Главе 11: Наследница».
Роль Акса Воувза исполняет Саймон Кассианидис. Имя персонажу дал Джордж Лукас, который посетил съёмочную площадку во время съёмок «Главы 11».

#### Имперский капитан
Неназванный имперский капитан появляется в «Главе 11: Наследница» как капитан имперского грузового корабля, на котором находилось украденное мандалорское оружие. Мандалорец помог группе Бо-Катан Крайз вернуть его. Капитан проинформировал Моффа Гидеона о ситуации и запросил подкрепление, но Гидеон сказал ему пожертвовать кораблём, поскольку сейчас их невозможно спасти. После того, как группа Бо-Катан пробирается на мостик и останавливает крушение корабля, Бо-Катан требует от капитана сообщить ей местонахождение Тёмного Меча, но он боится Гидеона больше, чем её, и совершает самоубийство, прикусив электрическую капсулу.
Роль имперского капитана исполняет Титус Уэлливер.

#### Элия Кейн
Элия Кейн — бывший имперский офицер связи, служившая под началом Гидеона. В 3-м сезоне она присоединяется к Новой Республике и участвует в программе амнистии по размещению.
Роль Кейн исполняет Кэти О’Брайан.

#### Лэнг
Лэнг — имперский лейтенант, который работает на Морган Элсбет на планете Корвус. Он помогал ей угнетать граждан Калодана, одновременно возглавляя борьбу против Асоки Тано. Когда Мандалорец прибыл на Калодан, Лэнг отвёл его к Морган. Позже Лэнг повёл свои войска в бой с Асокой и Мандалорцем, когда они атаковали Калодан и уничтожили солдат, верных Морган. Пока Асока сражалась с Морган, у Лэнга было противостояние с Мандалорцем. Когда Морган потерпела поражение, Лэнг сложил оружие и попытался изобразить капитуляцию, после чего вытащил бластер меньшего размера, но его сразу же застрелил Мандалорец.
Роль Лэнга исполняет Майкл Бин.

#### Асока Тано
Асока Тано — бывший тогрутанский падаван Энакина Скайуокера, которую разыскивает Мандалорец, чтобы вернуть Малыша к представителям его вида. Находясь на Корвусе, она атаковала Калодан, чтобы Морган Элсбет раскрыла ей местонахождение её хозяина. Мандалорец встретил Асоку Тано, и она смогла взаимодействовать с Малышом без слов, поскольку они могут чувствовать мысли друг друга. Затем Асока рассказывает, что Малыша зовут Грогу. Она упоминает, что Грогу является лишь вторым живым представителем своего вида, с которым сталкивалась Асока, первым был магистр Йода. Протестировав одну из способностей Грогу, Асока не захотела тренировать его из-за плохого пути, который он мог избрать. Мандалорец и Асока работают вместе, чтобы освободить Калодан от Элсбет, которую побеждает Асока, и Асока пытается узнать у неё, где находится её мастер, гранд-адмирал Траун. Прежде чем Мандалорец и Грогу уходят, Асока направляет их на Тайтон, где находятся руины старого храма. Если на его призывы ответит другой джедай, то этот джедай и будет его обучать.
Роль Асоки исполняет Розарио Доусон в «Главе 13: Джедай». Ранее персонажа озвучивала Эшли Экштейн в таких проектах, как «Звёздные войны: Войны клонов», «Звёздные войны: Повстанцы» и «Звёздные войны: Скайуокер. Восход».

#### Морган Элсбет
Морган Элсбет — Датомирская Ведьма и верная соратница Гранд Адмирала Трауна. 
В детстве она пережила геноцид всего своего клана силами Генерала Гривуса  во время Войн клонов. Элсбет -единственная, кому удается выжить. Её принимает к себе Горный Клан, но Морган, одержимая местью, считает их путь пацифизма неверным. Она подговаривает некоторых участниц клана вооружаться и начать сражаться с дроидами, что приводит к геноциду дроидами почти всего клана. Уже во время расцвета Галактической Империи Морган помогала строить Имперский флот и работала на гранд-адмирала Трауна.
Она правила Калоданом с помощью железного кулака и сажала своих пленников в электрические клетки. Асока Тано совершала различные атаки на Калодан, чтобы заставить Морган раскрыть местонахождение Трауна. Когда Мандалорец прибыл на Корвус, Морган наняла его, чтобы он нашёл Асоку, а в качестве награды она дала ему посох из чистого бескара. Мандалорец и Асока работали вместе, чтобы освободить Калодан от правления Морган. После свержения Морган губернатором Калодана стал человек по имени Винг.
Роль Морган Элсбет исполняет Диана Ли Иносанто.

#### Люк Скайуокер
Люк Скайуокер — магистр-джедай, который отвечает на передачу Грогу через Силу, спасая его от Тёмных солдат Гидеона в «Главе 16: Спасение». Придя вместе с R2-D2, он впоследствии соглашается обучать Грогу в качестве своего падавана.
Роль Люка исполняет Марк Хэмилл, которого омолодили на компьютере, чтобы он смог сыграть более молодого Люка Скайуокера. Макс Ллойд-Джонс выступал в качестве дублёра тела персонажа на съёмочной площадке.

### Представленные в третьем сезоне

#### Келлеран Бек
Келлеран Бек — магистр-джедай, который спас Грогу из Храма джедаев на Корусанте во время событий Приказа 66.
Роль Бека исполняет Ахмед Бест, который вновь исполняет свою роль из «Star Wars: Jedi Temple Challenge». Это третья роль Беста во вселенной «Звёздные войны»; самой заметной его ролью является Джа-Джа Бинкс во всей трилогии приквелов.

## Второстепенные приглашённые персонажи
Несколько персонажей появилось в «Мандалорце» в мелких ролях или в значимых камео.

### Представленные в первом сезоне

#### Паз Визсла
Паз Визсла — один из воинов племени мандалорцев на Неварро. Он — сильный и физически внушительный боец тяжёлой пехоты. Он появляется в эпизоде «Глава 3: Грех», где он первоначально ссорится с Мандалорцем за то, что он сотрудничает с Империей, но позже приходит ему на помощь, когда Мандалорец подвергается нападению.
Паза Визслу озвучивает Джон Фавро, который ранее озвучивал Мандалорского военачальника с похожим именем Пре Визсла в мультсериале «Звёздные войны: Войны клонов». Исполнитель трюков и бывший боец смешанных единоборств Тейт Флетчер был дублёром тела Паза Визслы.

#### Омера
Омера — фермер, который выращивает криль, и вдова, живущая в деревне на Соргане со своей дочерью Винтой в эпизоде «Глава 4: Убежище». Когда жители деревни нанимают Мандалорца и Кару Дьюн, чтобы защитить их от клатуинских разбойников, Омера заводит дружбу с Мандалорцем, и их, похоже, влечёт друг к другу. Она участвует в успешной обороне деревни и уничтожении разбойников.
Роль Омеры исполняет Джулия Джонс. Режиссёр «Главы 4» Брайс Даллас Ховард сказала, что было непросто снимать эмоциональные сцены между Омерой и Мандалорцем, потому что он всегда носит шлем, но сцены получились, потому что «Джулия глубоко связана со своими эмоциями, и вы можете просто почувствовать их на её лице». Брендан Уэйн, дублёр тела Мандалорца, сказал, что его сцены с Джонс были настолько эмоциональными, что они заставили его плакать. Персонаж Омеры получил смешанные отзывы от критиков.

#### Винта
Винта — юная дочь Омеры, живущая в деревне на Соргане в «Главе 4: Убежище». У неё завязывается тесная дружба с Малышом после того, как Мандалорец приводит его в деревню.
Роль Винты исполняет Айла Фаррис.

#### Кабен и Стоук
Кабен и Стоук — фермеры, выращивающие криль в деревне на планете Сорган в «Главе 4: Убежище». Они вдвоём нанимают Мандалорца для обеспечения защиты от клатуинских разбойников, нападающих на деревню.
Роль Кабена исполняет актёр и комик Асиф Али, а роль Стоука — актёр и комик Юджин Кордеро. Vulture включил их двоих в свой список 15 лучших эпизодических ролей шоу из первого сезона, где писатель Джексон Макгенри описал их как «восхитительную пару бестолковых деревенских жителей».

#### Райот Мар
Райот Мар — охотник за головами, который пытается забрать Дитя у Мандалорца в «Главе 5: Стрелок». Райот пилотирует истребитель и атакует корабль Мандалорца, но его убивает Мандалорец после непродолжительного воздушного боя.
Роль Райота Мара исполняет Рио Хэкфорд.

#### Даван
Даван — солдат Новой Республики и единственный член экипажа тюремного транспортного корабля Новой Республики, не являющийся дроидом, появившийся в «Главе 6: Заключенный». Несмотря на усилия Мандалорца спасти его, Давана убивает банда наёмников, которые поднимаются на борт корабля, чтобы спасти заключённого Циня.
Роль Давана исполняет Мэтт Лантер, который также озвучивает Энакина Скайуокера в «Звёздных войнах: Войны клонов», а также других второстепенных персонажей. Писатель для Syfy Wire Брайан Янг отметил, что выступление Лантера в роли Давана звучит совсем не так, как его голос для Энакина, что, по словам Янга, «говорит о его актёрском мастерстве».

#### Траппер Вульф, Джиб Доджер и Саш Кеттер
Траппер Вульф, Джиб Доджер и Саш Кеттер — три пилота истребителей X-wing из Новой Республики, которые исследуют маяк наведения, активированный с тюремного транспортного корабля Новой Республики в «Главе 6: Заключённый». Пилоты следуют по маяку к космической станции, управляемой наёмником Ранзаром «Раном» Малком, которую они атакуют.
В «Главе 10: Пассажир» Траппер Вульф сопровождал Карсона Теву в расследовании «Лезвии бритвы».
Роли каждого из трёх пилотов исполняют режиссёры эпизодов первого сезона, появляющиеся в эпизодических ролях: роль Джиба исполняет Рик Фамуйива, роль Саша — Дебора Чоу, а роль Траппера — Дэйв Филони. Фамуйива был режиссёром и соавтором сценария эпизода, в котором он появился. Имя Траппера Вульфа было навеяно любовью Филони к волкам.

### Представленные во втором сезоне

#### Карсон Тева
Карсон Тева — капитан Корпуса звёздных истребителей Новой Республики, родом с Альдераана. Впервые он появился в «Главе 10: Пассажир», где он и Траппер Вульф следуют за «Лезвием бритвы», желая получить от него сигнал при входе в область космоса, находящуюся под юрисдикцией Новой Республики, и желая спросить об инциденте с исправительным транспортом Новой Республики, что привело к тому, что Мандалорец улетел на Малдо Крайс. Тева и Вульф догоняют Мандалорца, где они убивают нескольких ледяных пауков. Отметив, что они видели его с несколькими преступниками во время побега и что он оставил тех же преступников в камере, они закрыли на это глаза. Перед уходом Карсон советует Мандалорцу починить свой транспондер к следующему разу, когда они столкнутся друг с другом.
В «Главе 12: Осада» Карсон Тева и один из его товарищей по Корпусу истребителей Новой Республики посетили Неварро, где он спросил Грифа Каргу об уничтожении там имперской базы. После того, как Карга подтвердил некоторую информацию, Тева позже поговорил с Карой Дьюн, где он заявил, что Новая Республика не уверена в том, что происходит во Внешнем Кольце, и они не смогут разобраться в этом без местной поддержки. Также выясняется, что они понесли общие потери людей, которых знали в тот день, когда был разрушен Альдераан.
Роль Карсона Тевы исполняет Пол Сун Хён Ли.

#### Губернатор Винг
Губернатор Винг — человек, который живёт в Калодане на планете Корвус в то время, когда его народ угнетает магистрат Морган Элсбет. Пока Мандалорец и Асока Тано сражались с силами Морган, Винг помог освободить заключённых. Когда Асока побеждает и свергает Морган, Винг становится губернатором Калодана.
Роль губернатора Винга исполняет Винг Тао Чао, исполнительный директор Disney, который ушёл на пенсию в 2009 году.

#### Валин Хесс
Валин Хесс — имперский офицер, у которого Мигс Мэйфелд служил в качестве солдата и который участвовал в операции «Зола». Переодетый Мандалорец и Мэйфелд встречают его на райдониевом заводе на Мораке. Терминал, который нужен Мэйфелду, находится в офицерской столовой, но Мэйфелд видит своего бывшего командира Валина Хесса и боится, что тот его узнает. Мандалорец идёт вместо него, но терминал требует сканирования лица, и он снимает шлем, чтобы получить коды. Его начинает расспрашивать Хесс, но вмешивается Мэйфелд. После напряжённой выпивки, во время которой Хесс плохо отзывается о мёртвых солдатах из операции «Зола», разгневанный Мэйфелд застреливает Хесса.
Роль Валина Хесса исполняет Ричард Брейк.

#### R2-D2
R2-D2 — дроид, с которым подружился Люк Скайуокер. Он появился вместе с Люком в «Главе 16: Спасение», где они забирают Грогу, чтобы Люк смог тренировать его.

#### Биб Фортуна
Биб Фортуна — бывший помощник Джаббы Хатта. Он появляется в сцене после титров в эпизоде «Глава 16: Спасение», где выясняется, что он захватил дворец Джаббы, и впоследствии его убивает его бывший союзник Боба Фетт.
Роль Биба Фортуны исполняет Мэттью Вуд; он ранее исполнял роль персонажа в фильме «Звёздные войны. Эпизод I: Скрытая угроза».

### Представленные в третьем сезоне

#### Рагнар Визсла
Рагнар Визсла — сын Паза Визслы и новобранец среди мандалорцев, которого Оружейник приводила к присяге в рамках ритуала совершеннолетия. Ритуал был прерван, когда из озера выпрыгнула черепаха-динозавр, но перед этим Оружейник успела убрать Рагнара с её пути. После того, как Грогу победил его в поединке с тренировочными дротиками, Рагнара похитил шрик-ястреб, после чего Бо-Катан повела Джарина, Паза и некоторых других мандалорцев спасать его.
Роль Рагнара исполняет Уэсли Киммел.

#### Гориан Шард
Гориан Шард — капитан команды пиратов, которые действовали в секторе, где находится Неварро.
Роль Гориана Шарда исполняет Кэри Джонс, а озвучивает его Нонсо Анози.

#### Вейн
Вейн — член пиратской команды Гориана Шарда.
Роль Вейна исполняет Марти Матулис.

## Комментарии
1. ↑  Озвучка — Дэвид Эйкорд, при участии визуальных эффектов.
2. ↑  Исполнение — Мисти Росас.
3. ↑  В первом сезоне, Эмили Суоллоу указана как приглашённая звезда в первом и третьем эпизодах, а в восьмом эпизоде указана как член основного актёрского состава.
4. ↑  Голос — Ди Брэдли Бейкер.
5. ↑  Во втором сезоне Кэти О’Брайан указана как приглашённая звезда.
6. ↑  Во втором сезоне Пол Сун-Хён Ли указан как приглашённая звезда.
7. ↑  Актёр — Тейт Флетчер.
8. ↑  Актёр — Кэри Джонс.
9. ↑  Шон Кин из CNET сказал, что Седарис была «превосходной» в роли Пели, написав, что она «источает харизму» и демонстрирует общую теплоту в своих сценах с Малышом.[129] Писатель из Vulture Джексон Макгенри сказал, что персонаж был эффектным, потому что она имеет сходство с реальной личностью Седарис, включая её «полуироничную отстранённость и веселье».[135] Кит Фиппс, также из Vulture, сказал, что Пели была многогранным персонажем, проявляющим сочувствие к Малышу и одновременно кажущимся проницательным и слегка угрожающим во время переговоров с Мандалорцем.[136] Джейсон Виз из CinemaBlend описал Пели как «радостно забавную» и сказал, что ему было бы приятно посмотреть спин-офф сериала, посвящённый конкретно ей.[137] Рэйчел Лишман из The Mary Sue сказала, что ей понравилась внешность Седарис, заявив, что актриса привнесла в роль «энергию Эми Седарис, которую мы знаем и любим».[138] Жермен Люссье из Gizmodo назвал кастинг Седарис ещё одним примером «своего рода странного, и всё же замечательного пересечения „Звёздных войн“ и комедии», распространённого в «Мандалорце».[127] Многие фанаты и обозреватели похвалили парик Пели Мотто,[136][139] в то время как другие отметили, что её причёска и костюм, похожий на комбинезон, имеют сходство с главной героиней франшизы «Чужой» Эллен Рипли.[126][140][141] Пели Мотто вошла в список 15 лучших эпизодических ролей из первого сезона сериала по версии Vulture,[135] а её костюм занял пятое место в списке десяти лучших костюмов из первого сезона «Мандалорца» по версии Screen Rant.[75]
10. ↑  Торо Каликан попал в список 15 лучших эпизодических ролей из первого сезона шоу по версии Vulture. Джексон Макгенри из Vulture похвалил Каннавале, но сказал, что персонаж был «не самой гламурной частью».[135] Жермен Люссье из Gizmodo назвал появление персонажа в начале его карьеры охотника за головами «очень интригующим поворотом».[127] Писатель из Collider Винни Манкузо назвал Торо «странным персонажем», но в конечном счёте несущественным, поскольку он был убит так быстро.[193] Грегори Лоуренс, также из Collider, описал его как «злодейского придурка из ромкома».[194] Тайлер Херско из IndieWire назвал Торо «раздражительным» персонажем, менее привлекательным, чем другие антагонисты из «Мандалорца».[195] Джесси Аткин из Screen Rant назвала Торо «плохой карикатурой» с «раздражающими» диалогами и раскритиковала сериал за то, что он перерабатывает старые идеи, вроде него, вместо того, чтобы исследовать новые территории. Аткин написала: «Очевидно, предполагалось, что Торо Каликан будет неудачной копией Хана Соло, ха-ха, мы поняли шутку, но, чёрт возьми, фанатам не нужно видеть это снова.»[196]
11. 1 2  Операция «Зола» была имперским протоколом, наиболее заметным в игре Star Wars: Battlefront II, который привёл к опустошению нескольких планет, контролируемых Империей, после битвы при Эндоре.
12. ↑  Ши’ан заняла десятое место в списке 10 самых интересных персонажей первого сезона «Мандалорца» по версии Screen Rant,[35] а также вошла в список 15 лучших эпизодических ролей из первого сезона шоу по версии Vulture.[135] Джозеф Станичар из «The Post» высоко оценил выступление Тены и её «хаотическую энергию».[226] Писатель для Vulture Джексон Макгенри похвалил грим персонажа и оценил персонажа за то, что она «помогла вытащить наружу немного больше человечности» из Мандалорца.[135] Ноа Хауэллу из Niner Times понравился хаотичный стиль Ши’ан и он назвал её «ещё одним интересным кусочком головоломки» для Мандалорца, и при этом он похвалил то, как она раскрывает предысторию главного героя.[83] Писатель Thrillist Дэйв Гонсалес сказал, что Тена проделала отличную работу, изображая Ши’ан, похвалив небольшие штрихи, которые она придала персонажу.[227] Писательница из Elite Daily Эни Бандел посчитала, что этот персонаж достоин своего собственного спин-оффа.[228] Дэн Брукс, сценарист из продюсерской компании «Мандалорца» Lucasfilm, похвалил персонажа и сказал, что надеется чаще видеть её в будущем.[229] Кевин Пантоха из Screen Rant сказал, что временами Ши’ан была чересчур заносчивой, но «в ней всё ещё есть многое, что может нравиться».[35] Алан Сепинуолл из «Rolling Stone» сказал, что личность Ши’ан в основном ограничена одной чертой характера, которой является «неустойчивость».[230] Мэтту Уэббу Митовичу из TVLine не понравилась героиня, которую он описал как «жующую декорации».[231] Обозреватель из Deseret News Херб Скрибнер назвал персонажа «скучным».[232] Джо Скребелс из IGN назвал Ши’ан, возможно, худшим персонажем «Мандалорца» на сегодняшний день, описав её как «мешанину насмешек, хихиканья, шипения (необъяснимого) и больше абсолютно ничего».[207] Меган Крауз из Den of Geek чувствовала, что Ши’ан и другие члены её команды были слишком «незадачливыми» и не производили впечатления эффективных наёмников.[233]
13. ↑  Алан Сепинуолл из «Rolling Stone» сказал, что исполнение Брауном роли Бёрга «заставляет меня мечтать о параллельной реальности, где он смог сыграть Хеллбоя, когда он был моложе». Но он также сказал, что Бёрг в основном ограничен одной чертой характера, которая является «вспыльчивостью».[230] Керр Лордиган из TV Fanatic назвал Брауна «самой крутой приглашённой звездой в этом эпизоде и, возможно, на данный момент во всём сериале».[244] Аналогичным образом, Винни Манкузо из Collider объявил Бёрга своим любимым персонажем в «Мандалорце».[245] Ноа Хауэлл из Niner Times похвалил грим Бёрга и игру Брауна, сказав, что не узнал актёра, пока не увидел его имя в титрах.[83] Джозеф Станичар из «The Post» похвалил энергию Брауна, который, по его словам, продемонстрировал «экспертное выступление».[226] Писатель из «Popular Mechanics» Даррен Орф назвал Бёрга «отличным дополнением» к «Мандалорцу».[246] Кэти Райф из The A.V. Club назвала его «откровенным злодеем», но сказала, что он был «достойным противником» для Мандалорца.[234] Писатель The Ringer Бен Линдберг назвал его «чертовски отличным прихвостнем».[199] Не все отзывы были положительными. Джо Скребелс из IGN назвал его «таким односложным, как вы могли опасаться, для кого-то, кого буквально описывают только как «мускул».[207] Меган Крауз из Den of Geek написала, что Бёрг и другие персонажи из команды «не сработали для меня, потому что я не верила в них как в наёмников. Они такие незадачливые».[233]
14. ↑  Писатель из «Popular Mechanics» Даррен Орф похвалил «смертельную игру в прятки» между Q9-0 и Малышом и порадовался тому факту, что Q9-0 не использовался для комедийного эффекта, как это часто бывает с дроидами в «Звёздных войнах». Он назвал это «приятным изменением» и сравнил персонажа с HK-47, дроидом, показанным в видеоигре Star Wars: Knights of the Old Republic (2003).[246] Напротив же, Крэйг Элви из Screen Rant почувствовал, что Айоади привнёс невозмутимый юмор в голос персонажа, «добавив комедийных наслоений к относительно короткой роли».[250] Дастин Пинни из Comic Book Resources сказал, что Айоади «безупречно озвучил» Q9-0,[252] а Скотт Сноуден из Space.com сказал, что «уникальный голос Айоади» помог сделать Q9-0 «отличным дополнением» к эпизоду.[200] Ноа Хауэлл из Niner Times назвал его «солидным» персонажем.[83] Писатель для /Film Брайан Янг назвал его «увлекательным» персонажем.[253] Майк Рейес из CinemaBlend поставил Q9-0 на десятое место в списке «10 самых культовых дроидов из „Звёздных войн“», хотя он написал: «На самом деле мы не слишком хорошо понимаем индивидуальность Зеро».[254] Не все отзывы были положительными. Джо Скребелс из IGN описал Зеро как «каким-то образом более роботизированного, чем любой другой дроид во вселенной „Звёздных войн“».[207]
15. ↑  Дэйв Гонсалес из Thrillist сказал, что Кордова проделал отличную работу, изображая Циня, и «сумел не выставить главных героев [sic] слишком глупыми».[227] Ноа Хауэлл из Niner Times назвал Циня «солидным» персонажем,[83] в то время как Дэн Брукс, сценарист из продюсерской компании «Мандалорца» Lucasfilm, похвалил персонажа и сказал, что надеется чаще видеть его в будущем.[229] Критик Алан Сепинуолл из «Rolling Stone» назвал Циня наименее интересным персонажем из команды наёмников, сравнив его игру с «имитацией Джокера в исполнении бедняка».[230]
16. ↑  Брайан Янг из /Film сказал, что Омера «крадёт каждую сцену, в которой она участвует», и у неё была такая превосходная химия с Мандалорцем, что «по-настоящему больно», когда он не может остаться с ней в конце эпизода.[273] Писатель для «Forbes» Эрик Кейн описал Омеру как «замечательного нового женского персонажа, появившегося в шоу, в котором в основном были мужчины», и сказал, что хотел бы узнать больше об этом персонаже.[283] Лиз Шеннон Миллер из Vulture сказала, что Омера — знакомый архетип, но она оценила, что персонаж взял на себя ведущую роль как в деревне, так и во время боевых сцен, и что она не была сведена к второстепенной роли из-за своего пола.[281] Не все отзывы были положительными. Кэтрин ВанАрендонк, также из Vulture, написала, что у Омеры «нет никаких характеристик, кроме того, что она хорошая, заботливая мать».[284] Энтони Грамулия из Comic Book Resources написал, что некоторые фанаты раскритиковали Омеру и присутствие других сильных женщин в «Мандалорце» потому, что они чувствовали, что это было «насильственным разнообразие». Грамулия сказал, что эти возражения были женоненавистническими и «явно нелепыми».[285]